# Ghetto Superstars
Ghetto Superstars, ofta förkortat GSS, var ett svenskt hiphop-kollektiv från olika delar av Järva i Stockholm. Rapparna i gruppen var Yasin Byn (Rinkeby), Jaffar Byn (Rinkeby), Z.E (Tensta), Dree Low (Husby), Blizzy (Husby), Shifty (Rinkeby), A-Keyy (Rinkeby), Monti B (Rinkeby) och Elias Abbas (Rinkeby). Tillsammans med gruppens producent, Hasti B (Rinkeby), skapades ett stort antal album och singlar, och medlemmarna medverkade ofta på varandras låtar. Många av kollektivets medlemmar har under senare år uppnått stor framgång inom musikvärlden. Ghetto Superstars blev sedan "MadeNiggaMusic".  

## Medlemmar

### Hasti B
Hasti B delade producentbördan med producenten Savvas, som dock inte var en medlem av gruppen. Han producerade många av gruppens låtar. Hasti B är och förblir en framgångsrik producent, även efter Ghetto Superstars-tiden. Hans mest spelade projekt, Blizzys Diva (Remix), har nästan 8 miljoner spelningar på Spotify.

### Yasin
Efter att tillsammans med sina barndomsvänner Jaffar Byn och A-Keyy ha bildat Byn Block Entertainment (BBE) år 2014 producerade Yasin en hel del musik, bland dessa dunderhiten Vart jag än går, som ökade hans ryktbarhet i området. Efter att ha delvis omformat BBE till Ghetto Superstars, debuterade Yasin i det nya kollektivet med sin mixtape, Allstars, som släpptes på YouTube den 14 maj 2016. Han är idag en av Sveriges mest lyssnade artister, och hans mest populära låt, Trakten min, som var andra låten på mixtapen Allstars, har idag över 22 miljoner lyssningar på Spotify.

### Jaffar Byn
Efter att ha kommit från BBE med Yasin och A-Keyy debuterade Jaffar Byn med ett antal singlar, som följdes upp av en mixtape utan namn. Hans största åstadkommelse i Ghetto Superstars skulle dock komma att vara albumet Ghettokända, som läcktes under 2016 och släpptes på Spotify under 2018. Sedan 2017 sitter Jaffar Byn i fängelse, dömd för grovt vapenbrott. Tidigast frigivning var i september 2020.

### Z.E
Z.E släppte albumet Allt eller inget den 29 november 2015. Efter detta följde ett kortare fängelsestraff, men han fortsatte att släppa musik inom gruppens ramar. Han lämnade Ghetto Superstars i samband med att han tillsammans med Biggie Juke och Jiggz grundade skivbolaget Team Platina. Z.E slog igenom 2018 med låten Positiv, varefter han blev en av Sveriges mest populära rappare. Hans mest lyssnade låt, 74 bars, har över 26 miljoner lyssningar på Spotify.

### Dree Low
Dree Low debuterade med låten Karaktärslösa via Ghetto Superstars YouTube-kanal den 22 april 2016, och följde upp med ett efterlängtat album, Jet som i France, den 18 februari 2017. Efter släppet av hans efterföljande album, No hasta mañana, blev han rikskänd. Idag är han en av Sveriges mest populära rappare, och hans mest lyssnade låt, Pippi, hade i oktober 2020 strax under 48 miljoner streams på Spotify.

### Blizzy
Blizzy debuterade med sitt album Väster om väster den 2 september 2016. Han nådde vidare framgång genom sitt album Djungelblå följande år, och låten Kronan i synnerhet spreds igenom en internetbaserad utmaning. I maj 2020 återförenades han med sin mycket nära samarbetspartner Dree Low i låten No Way, och med cirka 350 000 månatliga lyssnare är han fortfarande relevant.

### A-Keyy
A-Keyy var en av de tre medlemmar i Ghetto Superstars som tidigare varit medlem i BBE. Inom Ghetto Superstars släppte han albumet Här ute den 15 januari 2017 och gjorde inhopp på många andra projekt, bland annat Jaffar Byns Ghettokända. Efter Ghetto Superstars-tiden lämnade A-Keyy i stort rappen bakom sig och lämnade offentligheten.

### Monti B
Monti B, kort för Monti Byn, debuterade inom Ghetto Superstars med albumet Där vi vandrar den 10 augusti 2016 och gjorde därefter inhopp på en del andra projekt. Likt A-Keyy lämnade Monti B rappen och det offentliga livet bakom sig efter Ghetto Superstars, men gjorde en överraskande comeback 2018 med låten Med dig. Likt A-Keyys fall försvann Monti B från rampljuset och har inte släppt någon ny musik sedan dess.

### Elias Abbas
Elias Abbas var under en kortare tid med i Ghetto Superstars, innan han gjorde solokarriär genom bland annat deltagande i Melodifestivalen 2018 med sin låt Mitt paradis.